# Hero Fiennes-Tiffin
Hero Beauregard Fiennes-Tiffin (sinh ngày 6 tháng 11 năm 1997) là nam diễn viên người Anh được biết đến nhiều nhất với vai Chúa tể Voldemort năm 11 tuổi khi còn ở trong cô nhi viện trong tập phim Harry Potter và Hoàng tử lai, phần thứ 6 trong loạt phim ăn khách đình đám Harry Potter.

## Tiểu sử
Hero Fiennes-Tiffin sinh ra sinh ra tại London, Anh trong gia đình có truyền thống nghệ thuật. Bố anh là đạo diễn George Tiffin, mẹ anh là đạo diễn, nhà văn, sản xuất phim Martha Fiennes. Anh còn có người chú là nam diễn viên nổi tiếng Ralph Fiennes, người thủ vai Chúa tể Voldemort
Nam diễn viên Hero Fiennes-Tiffin lớn lên cùng mẹ, anh trai Titan và em gái Mercy tại miền nam nước Anh. Lúc nhỏ, Hero theo học tại trường tiểu học Raey (Lambeth), sau đó là trường công Emanuel và trường Graveney.
Anh là thành viên của Gia đình Twisleton-Wykeham-Fiennes. Đây là gia tộc nổi tiếng khi tất cả thành viên trong gia đình đều là diễn viên, tiểu thuyết gia, nhà văn, nhiếp ảnh gia, sử gia…

## Sự nghiệp
Fiennes-Tiffin lần đầu tiên đóng vào vai Spartak trong phim tình cảm Bigga Than Ben vào năm 2008. 
Năm 2009, Hero tham gia casting phim “Harry Portter và Hoàng tử lai”. Anh đã vượt qua hàng ngàn thí sinh nhí để nhận được vai diễn Tom Riddle (Voldemort lúc nhỏ)  sau đó có không ít điều tiếng và viện dẫn rằng quan hệ của gia đình đã giúp anh có được vai diễn này. Riêng đạo diễn của phần 6 trong loạt phim này, David Yates nói rằng Fiennes-Tiffin được chọn nhờ vào khả năng phát hiện phần khuất sâu thẳm trong tâm trí của cậu ấy.
Năm 2012, Hero Fiennes-Tiffin tiếp tục tham gia vào bộ phim Private Peaceful. Đây là bộ phim có nội dung xoay quanh cuộc Thế chiến thứ nhất ở Pháp. Vào vai Charlie lúc nhỏ, Hero đã lần nữa khẳng định tài năng diễn xuất của mình.
Bẵng đi một thời gian, mãi đến năm 2019, người ta mới được thấy Hero Fiennes-Tiffin trong phim After. Bộ phim thành công giúp anh được nhiều khán giả để mắt hơn. Gắn bó với dự án phim After cho  đến phần mới nhất năm 2020 là After we collided.
Năm 2018, Hero đã được lựa chọn để tham gia bộ phim tình cảm After dựa trên tiểu thuyết bán chạy cùng tên. Tác phẩm thành công về mặt thương mại, khiến Hero được nhiều người để mắt đến hơn. Anh chàng gắn bó với dự án này cho tới cả phần phim mới nhất là After We Fell vừa ra mắt trên Netflix.
Ngoài ra, Hero còn tham gia một số dự án phim điện ảnh khác, chủ yếu ở lĩnh vực tình cảm, drama. 2 bộ phim sắp tới của nam diễn viên có tên là First Love và The Woman King.
Yates nói rằng anh không chọn cho vai này vì mối quan hệ với Ralph Fiennes, đồng thời thừa nhận sự giống nhau giữa hai chú cháu rất chắc chắn. Yates khen ngợi diễn viên nhí rất tập trung và có nguyên tắc kỷ luật và thấy được phần nào góc tối và trống rỗng trong tâm hồn nhân vật qua sự diễn tả của cậu bé và có một khả năng tái hiện và mang lại một nhân vật Tom Riddle hắc ám, ảm đạm rất chân thực trên màn ảnh đến với khán giả."

## Thành Tựu
Là một diễn viên còn rất trẻ nhưng Hero Fiennes-Tiffin đã sở hữu cho mình nhiều vai diễn ấn tượng. Trong công việc, Hero rất chuyên nghiệp nên rất được khán giả trong nước và thế giới quan tâm.
Sau khi dậy thì thành công, Hero khiến nhiều chị em phải phát cuồng vì vẻ đẹp lãng tử, ánh mắt chết người. Sở hữu chiều cao cùng cân nặng đạt chuẩn, gương mặt góc cạnh nam tính. Tất cả đã giúp anh trở thành người mẫu có mặt ở nhiều nhãn hàng lớn như D&G, Dior, H&M, Superdry,…
Năm 2019, Hero Fiennes-Tiffin thành công nhận về cho mình hai giải thưởng gồm giải Teen Choise và giải ngôi sao mới thuộc Liên hoan phim Ischia. Hiện tại, Hero sở hữu cho mình lượng fan hùng hậu. Anh được người hâm mộ đặt biệt danh là “Anh hùng Fiennes Tiffin”. Hero Fiennes-Tiffin hiện đang sở hữu cho mình khối tài sản khổng lồ có giá trị.

## Đời tư
Là một người cực kỳ kín tiếng trong chuyện công việc và tình cảm, gia đình, Hero Fiennes-Tiffin rất ít khi tiết lộ về đời tư của mình. Anh chàng chưa từng có một drama tình cảm hẹn hò nào cho đến thời điểm hiện tại.

Fiennes-Tiffin sống tại miền nam nước Anh với mẹ, anh trai Titan và em gái Mercy. Anh theo học tại Trường công Emanuel.

## Sự nghiệp điện ảnh
| Năm  | Phim                         | Vai                      |
| ---- | ---------------------------- | ------------------------ |
| 2007 | Bigga Than Ben               | Spartak                  |
| 2009 | Harry Potter và Hoàng tử lai | Tom Riddle (Năm 11 tuổi) |
| 2012 | Private Peaceful             | Charlie lúc nhỏ          |
| 2019 | After                        | Hardin Scott             |
| 2020 | After we collided            | Hardin Scott             |